# 기쿠치 다메쿠니
기쿠치 다메쿠니(菊池為邦, きくち ためくに)는 일본 히고, 치쿠고 2국의 슈호 다이묘이다. 기쿠치씨의 제20대 당주로 제19대 당주 · 기쿠치모치토모의 적남이다. 아명은 이누마루(犬丸). 관직은 종4위하 히고노카미(肥後守)였다.

## 약력
분안 3년(1446년)에 아버지의 죽음으로 16세에 가독을 계승하였다.
고쇼(康正) 원년(1455년), 고쿠진 봉기가 일어나 와이후 성(隈府城, 기쿠치 성)이 포위, 함락 직전까지 몰렸으나 시마즈 가쓰히사가 구원하여 난을 피했다. 그 해에 다메쿠니는 동생 다쿠마 다메후사(詫摩為房)을 조선에 사신으로 보내 교역을 청했다. 고쇼 2년(1456년)부터 다메후사의 세견선이 조선으로 보내졌고, 고쇼 3년(1457년)부터는 야시로의 나와 노리노부(名和教信)도 조선에 사신을 보내기 시작했다.
간쇼 3년(1462년), 무로마치 막부 쇼군 아시카가 요시마사로부터 오토모 지카시게에 지쿠고 반국수호직이 주어지면서, 기존의 지쿠고 슈고직을 맡고 있던 기쿠치씨와 오토모 씨의 갈등이 시작되게 된다.
간쇼 6년(1465년), 지쿠고 · 히고의 고쿠진들은 오토모 지카시게에 저항하였고 그 결과 시가 지카이에가 이끄는 오토모군의 내습을 초래하게 된다. 다메쿠니는 동생 기쿠치 다메야스를 고쿠진들을 구원하도록 지쿠고로 출진시켜 고라산 벳쇼 성으로 보냈다. 고라산에서 양군이 격돌하였으나, 기쿠치 · 지쿠고 고쿠진은 오토모군에 패했고 다메야스도 죽었다. .
이 결과, 막부는 명령 위반을 이유로 다메쿠니의 지쿠고 슈고직을 파면하고 오토모 씨가 지쿠 한 나라의 수호와되었다. 패전에 의해 입장이 약해진 다메쿠니는 같은 해에 사가라 다메쓰구에게 미나마타의 영유를 허락받아 히고 국내 체제를 굳혔다.
분쇼 원년 (1466년), 망령된 성격으로 평소 아버지를 따르지 않던 차남 다케쿠니(武邦)가 도요후쿠 성(豊福城)을 빼앗아 독립하려고 한 듯 보인다. 다메쿠니는 장남 · 시게토모를 파견하여 이를 토벌하게 하였다. 시게토모는 성을 포위하고 공격. 격전 후 다케쿠니는 최후에 싸우러 나와서 19세로 전사하였다.
이때 다메쿠니는 아직 37세였지만, 가독 및 히고 슈고 직을 시게토모에게 넘겨주고 자신은 삭발하고 출가했다. 와이후를 나와 고우 군 이타이 마을의 가메오 성 기슭의 거처에서 은거하면서, 스스로를 센카쓰 다이세이 거사(尖活仍勢居士)라 부르며, 죠세쓰 햐코(如拙伯功) 화상을 초청하여 자신의 거처를 신류 산 헤키간지(神龍山碧厳寺)라는 이름의 사찰로 창건했다. 이후는 공맹(孔孟)의 가르침을 전파하거나, 기부를 모집하고 교쿠쇼지(玉祥寺)의 사찰 소유 영지를 넓혔다.
조쿄 2년(1488년)에 죽었다. 향년 59. 한국의  《조선왕조실록》에는 다메쿠니의 아들인 시게토모가 "아버지는 병사했다"고 알렸다고 한다.
또한 《조선왕조실록》 및 《해동제국기》에는 다메쿠니가 병자년(1456, 세조 2년)에 조선에 사신을 보냈으며 서장에서는 비축이주태수 등원조신국지위방(肥筑二州太守藤原朝臣菊池爲邦)이라 일컬었고 해마다 배 1, 2척을 보내기로 약속하였고, 경인년(1470, 성종 원년)에 또 사신을 보내어 도서(圖書)를 받았다고 적고 있다.
다메쿠니는 조선과 명과의 무역을 실시하는 등 대외 무역을 활발하게 실시했지만, 그의 시대에 기쿠치 씨는 쇠퇴하기 시작하고 있었다.

## 참고 문헌
- 인용 틀이 비었음 (도움말)
- 인용 틀이 비었음 (도움말)